# 黑壳楠叉丝壳
黑壳楠叉丝壳（学名：Microsphaera blasti）是属于白粉菌目白粉菌科叉丝壳属的一种真菌，寄生在樟科植物上。该种分布于中国。